# Moosbierbaum
Moosbierbaum ist eine Ortschaft und eine Katastralgemeinde der Marktgemeinde Atzenbrugg, Niederösterreich. Zur Katastralgemeinde gehört auch das Dorf Heiligeneich.

## Geografie
Das Straßendorf ist durch die Landesstraße L115 erschlossen, in die im Ort die L2215 von Rust im Tullnerfeld kommend einmündet. Durch den Ort führt auch die Tullnerfelder Bahn und hat den Bahnhof Moosbierbaum-Heiligeneich. 

## Geschichte
Mit der ehemaligen Pulverfabrik Skodawerke-Wetzler und dem später erbauten Hydrierwerk Moosbierbaum wandelte sich der ursprünglich bäuerlich geprägte Ort zu einem Industriestandort. Auf einer ehemaligen Brache ist heute ein Golfplatz.